# 清義明
清 義明（せい よしあき、1967年2月5日 - ）は、日本のフリーライター、ルポライター。株式会社オン･ザ･コーナー代表取締役。神奈川県横浜市在住。

## 来歴
神奈川県横須賀市田浦出身。神奈川県立逗葉高等学校を経て中央大学文学部卒業。大学での専攻はソシュール。株式会社ナムコ（現・バンダイナムコエンターテインメント）にて事業戦略やエンターテインメント施設のプロデュースを担当。その後に株式会社オン・ザ・コーナー社にて、ウェブ制作、イベントプロデュースを行う。
2009年に日本初のJリーグサポーターによるNPO法人「NPO法人ハマトラ・横浜フットボールネットワーク」、2011年に日本初のサッカー専門映画祭「ヨコハマ・フットボール映画祭」、東日本大震災の際にはサッカーサポーターの被災地支援プロジェクト「Football saves Japan」、2015年に「東京国際フットボール映画祭」を立ち上げた。スポーツ関連の飲食店（スポーツバー）も手がけている。
ライターとしては、サッカー関連で雑誌『サッカー批評』（双葉社）、『フットボール批評』（カンゼン）などに寄稿。著書『サッカーと愛国』は、第27回（2016年度）ミズノスポーツライター賞優秀賞、サッカー本大賞優秀作品を受賞している。また、世界のサッカー映画を日本に紹介する「ヨコハマ・フットボール映画祭」や「東京国際フットボール映画祭」での字幕翻訳を担当していたこともあり、多くのサッカー映画の翻訳実績がある。
近年では『サッカーと愛国』の取材活動から発展して社会問題に関する著述も多く、旭日旗問題に端を発するナショナリズム論やリベラル論、蓮舫の二重国籍問題から香港民主化デモ、2ちゃんねるなどのCHANカルチャー、Qアノンなどの陰謀論に至るまで幅広く執筆活動を続けている。『論座』(朝日新聞社)、『iRONNA』(産経新聞社)、『HARBOR BUSINESS Online』(扶桑社)、『BLOGOS』(LINE)などに寄稿している。

## 人物
「清」という名字は全国でも6～7000人程度しかいない希少姓であるが、清は静岡県富士郡柚野村（現・富士宮市）に自身のルーツがあるのではないかと推測している。香港問題を語ることが多いことから中国に祖先がいるのではないかと誤解されることもあるというが、清がTwitter上で否定している。
日産時代からの横浜F・マリノスのサポーター。写真家・ノンフィクションライターの宇都宮徹壱の話によれば、「F・マリノスのゴール裏では知らぬ者がいないほどの有名人」とのこと。ただしゴール裏に出没するようになったのは2000年頃あるいは2002年頃で、1999年のフリューゲルスとの合併でマリノスの中心的サポーター（コアサポ）がごっそり抜け、使命感に駆られてが故のことであるという。ライターの勝村大輔によるインタビューでは「どんなサポーターでしたか」という問いに「僕はもう完全にフーリガンですよ（笑）」と答えている。
政治的な立ち位置についてはリベラルであることを標榜する。国際サッカー連盟 (FIFA) の理念やサポーターの本来のあり方は「基本的にコスモポリタニズム」と捉えているといい、『サッカーと愛国』についてもリベラルな視点で書いたつもりとのこと。
外山恒一によれば、清は黎明期のJリーグのサッカーサポーターの運動体である「サポティスタ」に所属しており、ガブリエル・クーンの『アナキストサッカーマニュアル』によれば、2008年の洞爺湖サミットに反対するアナーキストのサッカーファンが結成した「レイジ・フットボール・コレクティブ」という団体にも所属していたという。
アンチレイシズムに関わり、2013年2月に野間易通らを中心に結成された「レイシストしばき隊」の周辺で活動し、その後継の「対レイシスト行動集団」(C.R.A.C.) に所属した。その活動のなかで、清により、欧州のサッカーサポーターの横断幕の使用方法が日本の社会運動に持ち込まれた。その後、C.R.A.C.が特定秘密の保護に関する法律（特定秘密保護法）案への反対行動などの反差別以外の政治活動を行うようになったことをきっかけに、C.R.A.C.を離れ、C.R.A.C.とその支持者を「ダーティハリー症候群に冒されている」と批判した。
2021年6月、大手化粧品会社DHCによる差別文章掲載問題で、これを批判する団体代表として、コンビニ4社にDHCとの取引停止を求める約5万人分の署名を提出した。また同年、ミャンマーの軍部クーデターが原因で日本に亡命したピエ・リヤン・アウンの支援活動を、ノンフィクション作家の木村元彦などとにも現在行っている。

## 著書

### 単著
- 清義明『サッカーと愛国』イースト・プレス、2016年。ISBN 978-4781612188。

### 共著
- 『フットボールサミット 3.11以降のＪリーグを問う』カンゼン、2011年。ISBN 978-4862550958。
- 『2ちゃん化する世界：匿名掲示板文化と社会運動』（担当範囲「海賊たちのユートピア：西村博之と匿名掲示板のカリフォルニアン・イデオロギー」）石井大智:編著, 清義明, 安田峰俊, 藤倉善郎:著、新曜社、2023年、isbn=978-4788517981
- 『コンスピリチュアリティ入門：スピリチュアルな人は陰謀論を信じやすいか』（担当範囲「宗教と陰謀のブリコラージュ」）横山茂雄, 竹下節子, 清義明, 堀江宗正, 辻隆太朗, 雨宮純:著、創元社、2023年、isbn=978-4422701271

### 監修
- アンジェラ・ネイグル（英語:  Angela Nagle） 著、大橋完太郎 訳『普通の奴らは皆殺し --インターネット文化戦争 オルタナ右翼、トランプ主義者、リベラル思想の研究』Type Slowly、2025年。ISBN 978-4911273029。

### 連載・寄稿
- 「Qアノンと日本発の匿名掲示板カルチャー（全11回）」 - 論座アーカイブ
- 「アンチヒーロー「ひろゆき」は何者なのか（全12回）」 - 日刊ゲンダイDIGITAL

ほか